# Meteorologia aeronáutica
Meteorologia aeronáutica é a meteorologia voltada especificamente às atividades aéreas, tendo em vista a economia e a segurança. No Brasil, o estudo e as aplicações da meteorologia aeronáutica são realizados pelo Comando da Aeronáutica. O trabalho desses meteorologistas consiste em fazer observações visuais (quantidade e altura de nuvens, velocidade e direção dos ventos) nos aeroportos, colher dados de estações e radares meteorológicos, interpretar os dados produzindo previsões meteorológicas específicas para a região do aeródromo e rotas aéreas, muito mais detalhadas que as previsões vistas nos telejornais, assim como divulgar esses dados à tripulação. A meteorologia é indispensável para os controladores de tráfego aéreo exercerem suas funções, colhendo e interpretando os dados meteorológicos, para assim controlarem e instruírem a tripulação quanto a pousos, decolagens, arremetidas, etc.

## Observações Meteorológicas
Uma observação é a verificação visual e leitura de instrumentos que aferem condições meteorológicas no aeródromo e seus arredores.
As seguintes observações são feitas de hora em hora e inseridas no sistema que pode ser verificado pelos pilotos por meio do METAR:
- Velocidade e direção do vento
- Cobertura do céu por nuvens (de céu claro a encoberto)
- Visibilidade horizontal (quantos metros/quilômetros se enxerga à frente)
- Altura das nuvens
- Condições meteorológicas presentes (chuva, trovoada, névoa, chuvisco, etc.)
- Temperatura do ar
- Ponto de orvalho (temperatura em que a umidade do ar se condensa)
- Pressão do ar

Existe também uma observação não-regular, chamada SPECI, que é confeccionada quando alguns critérios de melhora ou piora acontecem, tais como:
- Rajadas de vento de mais de 10 kt, quando a média de velocidade antes ou depois da observação é de 15 kt
- Trovoada no aeródromo
- Teto (céu nublado) a 100, 200, 500, 1000 ou 1500 ft
- Visibilidade de 800, 1500, 3000 ou 5000 metros
- Chuva moderada ou forte
- Mudança de vento em superfície que exija a mudança da pista em uso
- Precipitação congelante
- Tempestades de areia ou poeira
- Nevoeiro congelante
- Nuvens funil (tornado ou tromba d'água)

## Previsões Meteorológicas
As informações de uma previsão meteorológica aeronáutica são as mais detalhadas dentre todos os tipos de previsões meteorológicas, pois é fundamental na aviação, tanto civil como militar, que se saiba com a maior precisão possível quais serão as condições meteorológicas que a tripulação irá enfrentar na rota e no pouso quando chegar ao destino, sendo fator decisivo na escolha da rota e melhor hora para decolagem.
Dentre os tipos de previsões, destacam-se:
- TAF: previsão das condições meteorológicas nos aeródromos. Nessa mensagem meteorológica são previstos:

```
 * Temperaturas máximas e mínimas no período de validade da previsão
 * Horário em que se iniciará uma variação gradual nas condições do tempo
 * Horário em que se dará uma mudança brusca
 * Mudanças temporárias (ex: chove durante uma hora, em seguida retorna às condições anteriores)
 * Probabilidades de ocorrerem mudanças em um dado período
```

Além do TAF, existem outros tipos de previsões, como:
- GAMET e AIRMET: previsões das condições meteorológicas em grandes áreas, desde o nível do solo até o FL100 (10.000 pés/3.000 metros de altitude). Essas previsões são fundamentais para o planejamento de voos em grandes áreas e são baseadas em condições gerais de clima, como vento, nuvens e visibilidade.[2]
- SIGMET: previsões meteorológicas detalhadas para rotas aéreas em níveis mais elevados (acima do FL100), alertando para condições perigosas como tempestades, turbulência severa ou outras condições que possam afetar a segurança das aeronaves.[3]
- SIG WX: cartas meteorológicas que representam graficamente as condições em uma grande área geográfica, como um país ou continente. Essas cartas são vitais para que os pilotos possam avaliar as condições meteorológicas em toda a extensão de uma rota ou em áreas específicas.
- Carta de Vento: exibe as previsões de ventos em diferentes altitudes, ajudando na detecção de turbulência e outras condições associadas ao vento em níveis de voo.
- Aviso de Cortante de Vento (Windshear): alerta os pilotos para mudanças bruscas na velocidade do vento, que podem ocorrer entre o solo e uma altura de 500 metros, o que pode ser perigoso durante a decolagem ou aterrissagem. Essas alterações rápidas podem afetar o desempenho da aeronave, especialmente em condições de baixa visibilidade.[4]
- Aviso de Aeródromo: alerta sobre ventos fortes e rajadas que podem comprometer a segurança das aeronaves no solo ou afetar operações aeroportuárias. Esses avisos são especialmente úteis para o controle de tráfego aéreo e para a segurança nas fases de decolagem e pouso.[5]